# Jean Paul Richter
Jean Paul Richter (Dresda, 7 gennaio 1847 – Lugano, 25 agosto 1937) è stato uno storico dell'arte tedesco noto soprattutto per la ricerca sui manoscritti di Leonardo da Vinci.

## Biografia
Richter nacque a Dresda figlio del teologo Karl Edmund Richter e di una donna francese. Il padre morì prematuramente quand'era da poco divenuto sovrintendente della Chiesa evangelica luterana di Lipsia.  Jean Paul studiò teologia a Lipsia e, inizio di carriera comune per i giovani teologi, divenne precettore del giovane Alexander Friedrich d'Assia. Questo lavoro di tutore di un nobile gli diede l'opportunità di viaggiare in Europa e Oriente, viggi che soddisfacevano i suoi interessi per l'archeologia, l'arte paleocristiana e l'arte rinascimentale.
Giunto in Italia scrisse alcuni articoli per le guide turistiche della Baedeker.  Sempre qui, attorno al 1876, incontrò lo storico dell'arte Giovanni Morelli, che divenne suo mentore, ed entrò in contato anche con lo storico dell'arte americano Bernard Berenson.
Nel 1878 sposò Luise Schwab (1852–1938), figlia di un industriale, e la coppia si trasferì a Londra. Qui Richter redasse i cataloghi di varie collezioni. E fra l'altro fu incaricato da Ludovico II di Baviera l'incarico di catalogare la Wallace Collection, di Westminster.  Fu anche consulente per il chimico e industriale tedesco-britannico Ludwig Mond nella costruzione di una notevole collezione di dipinti, ora assorbita dalla National Gallery.
Anche la moglie e le figlie Irma (1881–1956) e Gisela Richter (1882–1972) ebbero poi modo lavorare nel campo della storia dell'arte.
Intorno al 1920 Richter trasferì la sua residenza a Lugano, in Svizzera e qui morì nell'agosto 1938.

## L'opera scritta di Leonardo da Vinci
La pubblicazione di Richter nel 1883 sui manoscritti di Leonardo da Vinci portò all'attenzione degli specialisti un aspetto allora poco indagato dell'artista rinascimentale. I due volumi della prima edizione apparvero in una versione ampliata e migliorata nel 1939 ripubblicata nel 1970.
L'opera di Richter è stato commentata e approfondita dal ricercatore leonardesco Carlo Pedretti (1928–2018) in decenni di lavoro e secondo lo storico Volker Reinhardt costituisce un'introduzione fondamentale all'opera scritta di Leonardo.

## Opere (selezione)
- The Mond collection. Murray, London 1910
- Quellen der byzantinischen Kunstgeschichte. Ausgewählte Texte über die Kirchen, Klöster, Paläste, Staatsgebäude und andere Bauten von Konstantinopel. Graeser, Wien 1897.
- The literary works of Leonardo da Vinci. 2 Bände, S. Low, Marston, Searle & Rivington, London 1883 (ristampa The Notebooks of Leonardo da Vinci. The literary works of Leonardo da Vinci. 2 volumi, Dover Publications Inc., Dover 1970, vol. 1: ISBN 0-486-22572-0, vol. 2. ISBN 0-486-22573-9.(versione online dell'edizione del 1883 nella Wikisource inglese e su gutenberg.org)

- Die Mosaiken von Ravenna. Braumüller, Wien 1878.
- Der Ursprung der abendländischen Kirchengebäude nach neuen Entdeckungen kritisch erläutert. Braumüller, Wien 1878.